# جوکر (مجموعه نمایش خانگی)
جوکر یک مجموعه نمایش خانگی ایرانی به کارگردانی احسان علیخانی است. فصل اول این مجموعه از شنبه ۶ آذر ۱۴۰۰ در سرویس پخش اینترنتی فیلیمو به نمایش درآمد و پس از سه هفته انتشار در روز شنبه، تاریخ انتشار به دوشنبه‌ها تغییر پیدا کرد. فصل دوم نیز با عنوان جوکر ۲: طبقه بیست و یک از چهارشنبه ۱۶ خرداد ۱۴۰۳ در فیلیمو در حال پخش است.
فصل اول جوکر با استقبال بالایی از سوی بینندگان مواجه شد. مرحلهٔ مقدماتی این مجموعه در ۲۲ فروردین ۱۴۰۱ و خود مجموعه در ۱۳ تیر ۱۴۰۱ به پایان رسید. فصل اول جوکر در ۳۰ قسمت (۵ گروه ۴ قسمتی و ۲ فینال ۵ قسمتی) پخش شد. همچنین مستند ۳ قسمتی از پشت صحنه جوکر و مصاحبه از شرکت کننده‌ها بعد از پایان مسابقهٔ گروه هفتم با عنوان جوکرتایم پخش شد. قسمت اول این مستند در ۲۰ تیر پخش و در ۳ مرداد به پایان رسید. این برنامه در صدر جدول پربیننده‌ترین برنامه‌های شبکه نمایش خانگی در سال ۱۴۰۳ قرار دارد.

## نحوهٔ برگزاری
تعدادی از چهره‌های مشهور ایرانی شامل بازیگران، خوانندگان، کمدین‌ها، … در یک استودیو دربسته برای خنداندن یکدیگر رقابت می‌کنند در شرایطی که خودشان نباید بخندند.
سریال جوکر با الگوبرداری از نمونه‌های واقع نما با ایده و اجرای "هیتوشی ماتسوموتو", کمدین ژاپنی، ساخته شده است.
این برنامه محصول «استودیو قرن جدید» و به کارگردانی احسان علیخانی تهیه شده است. در فصل اول سیامک انصاری میزبان و داور این مجموعه بود و در فصل دوم احسان علیخانی علاوه بر کارگردانی مجموعه، میزبان و داوری این مجموعه را نیز به عهده گرفته است.

## انتقادات
- پس از اینکه در جوکر دو تن از شرکت‌کنندگان برای خنداندن رقبا حالت افراد معلول را به خود گرفتند و این قسمت برنامه از پلتفرم‌های اینترنتی پخش شد، کمپین معلولان به انتقاد از آن پرداخت.[۴]
- منتقدان از برخی ادبیات بازیکنان خورده گرفته‌اند. همچنین بعضی از منتقدان می‌گویند که فصل دوم جوکر چگونه توانسته چراغ سبز ساترا و وزارت ارشاد را بگیرد زیرا سرشار از بی‌نمکی و شوخی‌های جنسی و منشوری است.[۵]
- روزنامه کیهان بارها این برنامه را مورد نقد شدید قرار داده و خواستار پایان یافتن تولید این برنامه است.[۶][۷][۸][۹]
- کیوان کثیریان: «اگر اهل شنیدن شوخی‌ها جنسی رکیک و لودگی‌های سطح پایین هستید، اگر دوست دارید با اینجور شوخی‌های پایین‌تنه‌ای بخندید و گوشتان به شنیدن آن‌ها عادت دارد، حتما جوکر را ببینید.»[۱۰]
- سعید حدادیان: «۱۰ سال برنامه ماه عسل را در بهترین زمان برای فردی هزینه کردید که امروز کارش به ساخت جوکر برسد؟»[۱۱]

## فصل اول

#### گروه اول
| شرکت‌کنندگان       | قسمت اول     | قسمت دوم     | قسمت سوم     | قسمت چهارم   |
| ----------------- | ------------ | ------------ | ------------ | ------------ |
| سام درخشانی       | کارت زرد     | —            | —            | کارت قرمز    |
| بیژن بنفشه‌خواه    | کارت زرد     | کارت قرمز    | حذف شده      | حذف شده      |
| امیر کاظمی        | —            | کارت زرد     | حذف شده      | حذف شده      |
| امیر کاظمی        | —            | کارت‌قرمز     | حذف شده      | حذف شده      |
| غلامرضا نیکخواه   | —            | —            | کارت زرد     | کارت قرمز    |
| سهیل مستجابیان    | —            | —            | —            | کارت زرد     |
| سهیل مستجابیان    | —            | —            | —            | برنده شد     |
| هومن حاجی‌عبداللهی | —            | —            | کارت زرد     | برنده شد     |
| امین حیایی        | —            | کارت زرد     | —            | کارت قرمز    |
| امیرمهدی ژوله     | کارت زرد     | —            | کارت قرمز    | حذف شده      |
| زامبی:            | علی لک‌پوریان | علی لک‌پوریان | علی لک‌پوریان | علی لک‌پوریان |
| مهمان ویژه:       | ایرج ملکی    | ایرج ملکی    | ایرج ملکی    | ایرج ملکی    |

#### گروه دوم
| شرکت‌کنندگان      | قسمت اول     | قسمت دوم     | قسمت سوم     | قسمت چهارم   |
| ---------------- | ------------ | ------------ | ------------ | ------------ |
| ایمان صفا        | —            | —            | —            | کارت زرد     |
| ایمان صفا        | —            | —            | —            | کارت قرمز    |
| وحید آقاپور      | کارت زرد     | —            | کارت قرمز    | حذف شده      |
| هومن برق‌نورد     | —            | —            | کارت زرد     | برنده شد     |
| شهرام قائدی      | —            | —            | کارت زرد     | برنده شد     |
| عباس جمشیدی‌فر    | کارت زرد     | —            | کارت قرمز    | حذف شده      |
| سپند امیرسلیمانی | کارت زرد     | کارت قرمز    | حذف شده      | حذف شده      |
| بهنام تشکر       | —            | کارت زرد     | کارت قرمز    | حذف شده      |
| آرش نوذری        | —            | کارت زرد     | کارت قرمز    | حذف شده      |
| زامبی:           | علی لک‌پوریان | علی لک‌پوریان | علی لک‌پوریان | علی لک‌پوریان |
| مهمان ویژه:      | مجید شاپوری  | مجید شاپوری  | مجید شاپوری  | مجید شاپوری  |

#### گروه سوم
| شرکت‌کنندگان    | قسمت اول     | قسمت دوم     | قسمت سوم     | قسمت چهارم   |
| -------------- | ------------ | ------------ | ------------ | ------------ |
| رضا شفیعی‌جم    | کارت زرد     | —            | —            | کارت قرمز    |
| سیاوش چراغی‌پور | —            | کارت زرد     | کارت قرمز    | حذف شده      |
| سروش جمشیدی    | کارت زرد     | —            | —            | کارت قرمز    |
| علیرضا استادی  | —            | —            | کارت زرد     | برنده شد     |
| حمید لولایی    | کارت زرد     | کارت قرمز    | حذف شده      | حذف شده      |
| امیر غفارمنش   | کارت زرد     | —            | کارت قرمز    | حذف شده      |
| میرطاهر مظلومی | —            | —            | —            | کارت زرد     |
| میرطاهر مظلومی | —            | —            | —            | کارت قرمز    |
| بابک نهرین     | کارت زرد     | —            | کارت قرمز    | حذف شده      |
| زامبی:         | علی لک‌پوریان | علی لک‌پوریان | علی لک‌پوریان | علی لک‌پوریان |
| مهمان ویژه:    | منوچهر آذری  | منوچهر آذری  | منوچهر آذری  | منوچهر آذری  |

#### گروه چهارم
| شرکت‌کنندگان  | قسمت اول       | قسمت دوم       | قسمت سوم       | قسمت چهارم     |
| ------------ | -------------- | -------------- | -------------- | -------------- |
| پوریا پورسرخ | —              | کارت زرد       | کارت قرمز      | حذف شده        |
| یوسف صیادی   | —              | —              | کارت زرد       | برنده شد       |
| یوسف تیموری  | —              | کارت زرد       | —              | کارت قرمز      |
| مهران رجبی   | —              | کارت زرد       | کارت قرمز      | حذف شده        |
| شهاب عباسی   | —              | —              | کارت زرد       | حذف شده        |
| شهاب عباسی   | کارت قرمز      |                |                | حذف شده        |
| سیاوش مفیدی  | کارت زرد       | کارت قرمز      | حذف شده        | حذف شده        |
| بهزاد محمدی  | —              | کارت زرد       | کارت قرمز      | حذف شده        |
| سیدعلی صالحی | —              | کارت زرد       | —              | کارت قرمز      |
| زامبی:       | علی لک‌پوریان   | علی لک‌پوریان   | علی لک‌پوریان   | علی لک‌پوریان   |
| مهمان ویژه:  | اصغر سمسارزاده | اصغر سمسارزاده | اصغر سمسارزاده | اصغر سمسارزاده |

#### گروه پنجم[الف]
| شرکت‌کنندگان       | قسمت اول     | قسمت دوم     | قسمت سوم     | قسمت چهارم   |
| ----------------- | ------------ | ------------ | ------------ | ------------ |
| محمدرضا علیمردانی | کارت زرد     | —            | —            | کارت قرمز    |
| امیرحسین صدیق     | —            | —            | کارت زرد     | حذف شده      |
| امیرحسین صدیق     | —            | —            | کارت‌قرمز     | حذف شده      |
| حامد آهنگی        | کارت زرد     | —            | —            | کارت قرمز    |
| سیروس میمنت       | —            | کارت زرد     | —            | برنده شد     |
| مهران غفوریان     | —            | کارت زرد     | کارت قرمز    | حذف شده      |
| علیرضا مسعودی     | —            | —            | کارت زرد     | حذف شده      |
| علیرضا مسعودی     | —            | —            | کارت قرمز    | حذف شده      |
| علی اوجی          | —            | کارت زرد     | —            | کارت قرمز    |
| مجید واشقانی      | —            | —            | کارت زرد     | کارت قرمز    |
| زامبی:            | علی لک‌پوریان | علی لک‌پوریان | علی لک‌پوریان | علی لک‌پوریان |
| مهمان ویژه:       | عباس محبوب   | عباس محبوب   | عباس محبوب   | عباس محبوب   |

#### گروه ششم (فینال اول)[ب]
| شرکت‌کنندگان       | قسمت اول                  | قسمت دوم                  | قسمت سوم                  | قسمت چهارم                | قسمت پنجم                 |
| ----------------- | ------------------------- | ------------------------- | ------------------------- | ------------------------- | ------------------------- |
| هومن حاجی‌عبداللهی | —                         | کارت زرد                  | —                         | —                         | کارت قرمز                 |
| یوسف تیموری       | —                         | کارت زرد                  | —                         | —                         | کارت قرمز                 |
| سهیل مستجابیان    | —                         | —                         | کارت زرد                  | کارت قرمز                 | حذف شده                   |
| ایمان صفا         | —                         | —                         | کارت زرد                  | —                         | کارت قرمز                 |
| بیژن بنفشه‌خواه    | کارت زرد                  | کارت قرمز                 | حذف شده                   | حذف شده                   | حذف شده                   |
| شهرام قائدی       | —                         | —                         | —                         | کارت زرد                  | کارت قرمز                 |
| عباس جمشیدی‌فر     | کارت زرد                  | —                         | کارت قرمز                 | حذف شده                   | حذف شده                   |
| محمدرضا علیمردانی | —                         | —                         | کارت زرد                  | —                         | برنده شد                  |
| رضا شفیعی‌جم       | جوکر                      | جوکر                      | جوکر                      | جوکر                      | جوکر برنده                |
| زامبی:            | علی لک‌پوریان              | علی لک‌پوریان              | علی لک‌پوریان              | علی لک‌پوریان              | علی لک‌پوریان              |
| مهمانان ویژه:     | رضا بنفشه‌خواه و محمد شیری | رضا بنفشه‌خواه و محمد شیری | رضا بنفشه‌خواه و محمد شیری | رضا بنفشه‌خواه و محمد شیری | رضا بنفشه‌خواه و محمد شیری |

#### گروه هفتم (فینال دوم)[ب]
| شرکت‌کنندگان     | قسمت اول                                  | قسمت دوم                                  | قسمت سوم                                  | قسمت چهارم                                | قسمت پنجم                                 |
| --------------- | ----------------------------------------- | ----------------------------------------- | ----------------------------------------- | ----------------------------------------- | ----------------------------------------- |
| سیروس میمنت     | —                                         | —                                         | کارت زرد                                  | کارت قرمز                                 | حذف شده                                   |
| امیرمهدی ژوله   | کارت زرد                                  | —                                         | کارت قرمز                                 | حذف شده                                   | حذف شده                                   |
| هومن برق‌نورد    | —                                         | —                                         | کارت زرد                                  | —                                         | کارت قرمز                                 |
| سام درخشانی     | —                                         | کارت زرد                                  | —                                         | کارت قرمز                                 | حذف شده                                   |
| علیرضا استادی   | —                                         | —                                         | کارت زرد                                  | کارت قرمز                                 | حذف شده                                   |
| یوسف صیادی      | —                                         | کارت زرد                                  | —                                         | —                                         | کارت قرمز                                 |
| امین حیایی      | —                                         | —                                         | کارت زرد                                  | —                                         | برنده شد                                  |
| غلامرضا نیکخواه | —                                         | —                                         | —                                         | کارت زرد                                  | کارت قرمز                                 |
| حامد آهنگی      | جوکر                                      | جوکر                                      | جوکر                                      | جوکر                                      | جوکر برنده                                |
| زامبی:          | علی لک‌پوریان                              | علی لک‌پوریان                              | علی لک‌پوریان                              | علی لک‌پوریان                              | علی لک‌پوریان                              |
| مهمانان ویژه:   | پیمان قاسم‌خانی، اکبر عبدی و احسان علیخانی | پیمان قاسم‌خانی، اکبر عبدی و احسان علیخانی | پیمان قاسم‌خانی، اکبر عبدی و احسان علیخانی | پیمان قاسم‌خانی، اکبر عبدی و احسان علیخانی | پیمان قاسم‌خانی، اکبر عبدی و احسان علیخانی |

## فصل دوم: طبقه بیست و یک

نماد فصل دوم مجموعه با عنوان طبقه بیست و یک

#### گروه اول
| شرکت‌کنندگان       | قسمت اول                                               | قسمت دوم                                               | قسمت سوم                                               | قسمت چهارم                                             | قسمت پنجم                                              |                |
| ----------------- | ------------------------------------------------------ | ------------------------------------------------------ | ------------------------------------------------------ | ------------------------------------------------------ | ------------------------------------------------------ | -------------- |
| هادی کاظمی        | —                                                      | کارت زرد                                               | —                                                      | کارت قرمز                                              | حذف شده                                                |                |
| نیما شعبان‌نژاد    | —                                                      | کارت زرد                                               | —                                                      | —                                                      | کارت قرمز                                              |                |
| سیدجواد رضویان    | —                                                      | —                                                      | —                                                      | کارت زرد                                               | کارت قرمز                                              |                |
| نصرالله رادش      | —                                                      | کارت زرد                                               | —                                                      | —                                                      | برنده شد                                               |                |
| بهرنگ علوی        | —                                                      | —                                                      | —                                                      | کارت‌ زرد                                               | حذف شده                                                |                |
| بهرنگ علوی        | —                                                      | —                                                      | —                                                      | کارت‌ قرمز                                              | حذف شده                                                |                |
| امیرحسین رستمی    | کارت زرد                                               | —                                                      | کارت قرمز                                              | حذف شده                                                | حذف شده                                                |                |
| محمدرضا علیمردانی | —                                                      | کارت زرد                                               | —                                                      | —                                                      | کارت قرمز                                              |                |
| مجید مظفری        | —                                                      | کارت زرد                                               | کارت قرمز                                              | حذف شده                                                | حذف شده                                                |                |
| جوکر:             | نیما شعبان‌نژاد                                         | نیما شعبان‌نژاد                                         | نیما شعبان‌نژاد                                         | نیما شعبان‌نژاد                                         | نیما شعبان‌نژاد                                         | نیما شعبان‌نژاد |
| خوش خنده:         | امیرحسین رستمی                                         | امیرحسین رستمی                                         | امیرحسین رستمی                                         | امیرحسین رستمی                                         | امیرحسین رستمی                                         | امیرحسین رستمی |
| اخلاق:            | مجید مظفری                                             | مجید مظفری                                             | مجید مظفری                                             | مجید مظفری                                             | مجید مظفری                                             | مجید مظفری     |
| زامبی‌ها:          | غلامرضا نیکخواه، سیروس میمنت، عین‌الله دریایی و رضا کرد | غلامرضا نیکخواه، سیروس میمنت، عین‌الله دریایی و رضا کرد | غلامرضا نیکخواه، سیروس میمنت، عین‌الله دریایی و رضا کرد | غلامرضا نیکخواه، سیروس میمنت، عین‌الله دریایی و رضا کرد | غلامرضا نیکخواه، سیروس میمنت، عین‌الله دریایی و رضا کرد |                |
| مهمانان ویژه:     | سیامک انصاری و مهران غفوریان                           | سیامک انصاری و مهران غفوریان                           | سیامک انصاری و مهران غفوریان                           | سیامک انصاری و مهران غفوریان                           | سیامک انصاری و مهران غفوریان                           |                |

#### گروه دوم
| شرکت‌کنندگان      | قسمت اول                                               | قسمت دوم                                               | قسمت سوم                                               | قسمت چهارم                                             | قسمت پنجم                                              | قسمت ششم                                               |
| ---------------- | ------------------------------------------------------ | ------------------------------------------------------ | ------------------------------------------------------ | ------------------------------------------------------ | ------------------------------------------------------ | ------------------------------------------------------ |
| ناهید مسلمی      | —                                                      | —                                                      | کارت زرد                                               | —                                                      | —                                                      | برنده شد                                               |
| رؤیا میرعلمی     | —                                                      | —                                                      | کارت زرد                                               | کارت قرمز                                              | حذف شده                                                | حذف شده                                                |
| گیتی قاسمی       | —                                                      | —                                                      | کارت زرد                                               | —                                                      | —                                                      | کارت قرمز                                              |
| سوسن پرور        | —                                                      | کارت زرد                                               | —                                                      | —                                                      | —                                                      | کارت قرمز                                              |
| نرگس محمدی       | —                                                      | کارت زرد                                               | —                                                      | —                                                      | کارت قرمز                                              | حذف شده                                                |
| الیکا عبدالرزاقی | کارت زرد                                               | —                                                      | —                                                      | کارت قرمز                                              | حذف شده                                                | حذف شده                                                |
| متین ستوده       | —                                                      | کارت زرد                                               | —                                                      | —                                                      | کارت قرمز                                              | حذف شده                                                |
| ژاله صامتی       | —                                                      | —                                                      | کارت زرد                                               | —                                                      | —                                                      | کارت قرمز                                              |
| جوکر:            | سوسن پرور                                              | سوسن پرور                                              | سوسن پرور                                              | سوسن پرور                                              | سوسن پرور                                              | سوسن پرور                                              |
| خوش خنده:        | الیکا عبدالرزاقی                                       | الیکا عبدالرزاقی                                       | الیکا عبدالرزاقی                                       | الیکا عبدالرزاقی                                       | الیکا عبدالرزاقی                                       | الیکا عبدالرزاقی                                       |
| اخلاق:           | ژاله صامتی                                             | ژاله صامتی                                             | ژاله صامتی                                             | ژاله صامتی                                             | ژاله صامتی                                             | ژاله صامتی                                             |
| زامبی‌ها:         | غلامرضا نیکخواه، سیروس میمنت، عین‌الله دریایی و رضا کرد | غلامرضا نیکخواه، سیروس میمنت، عین‌الله دریایی و رضا کرد | غلامرضا نیکخواه، سیروس میمنت، عین‌الله دریایی و رضا کرد | غلامرضا نیکخواه، سیروس میمنت، عین‌الله دریایی و رضا کرد | غلامرضا نیکخواه، سیروس میمنت، عین‌الله دریایی و رضا کرد | غلامرضا نیکخواه، سیروس میمنت، عین‌الله دریایی و رضا کرد |
| مهمانان ویژه:    | مسعود روشن‌پژوه                                         | مسعود روشن‌پژوه                                         | مسعود روشن‌پژوه                                         | مسعود روشن‌پژوه                                         | مسعود روشن‌پژوه                                         | مسعود روشن‌پژوه                                         |

#### گروه سوم
| شرکت‌کنندگان    | قسمت اول                                           | قسمت دوم                                           | قسمت سوم                                           | قسمت چهارم                                         | قسمت پنجم                                          | قسمت ششم                                           |
| -------------- | -------------------------------------------------- | -------------------------------------------------- | -------------------------------------------------- | -------------------------------------------------- | -------------------------------------------------- | -------------------------------------------------- |
| علی اوجی       | —                                                  | کارت زرد                                           | —                                                  | —                                                  | —                                                  | کارت قرمز                                          |
| امین زندگانی   | —                                                  | —                                                  | —                                                  | کارت زرد                                           | کارت قرمز                                          | حذف شده                                            |
| نیما فلاح      | —                                                  | —                                                  | کارت زرد                                           | —                                                  | —                                                  | کارت قرمز                                          |
| شاهرخ استخری   | —                                                  | —                                                  | کارت زرد                                           | کارت قرمز                                          | حذف شده                                            | حذف شده                                            |
| مجید یاسر      | —                                                  | کارت زرد                                           | —                                                  | —                                                  | کارت قرمز                                          | حذف شده                                            |
| قدرت‌الله ایزدی | —                                                  | کارت زرد                                           | —                                                  | —                                                  | —                                                  | برنده شد                                           |
| حمید لولایی    | —                                                  | —                                                  | —                                                  | کارت زرد                                           | کارت قرمز                                          | حذف شده                                            |
| علی صادقی      | —                                                  | —                                                  | کارت زرد                                           | —                                                  | کارت قرمز                                          | حذف شده                                            |
| جوکر:          | قدرت‌الله ایزدی و حمید لولایی                       | قدرت‌الله ایزدی و حمید لولایی                       | قدرت‌الله ایزدی و حمید لولایی                       | قدرت‌الله ایزدی و حمید لولایی                       | قدرت‌الله ایزدی و حمید لولایی                       | قدرت‌الله ایزدی و حمید لولایی                       |
| خوش خنده:      | علی صادقی و شاهرخ استخری                           | علی صادقی و شاهرخ استخری                           | علی صادقی و شاهرخ استخری                           | علی صادقی و شاهرخ استخری                           | علی صادقی و شاهرخ استخری                           | علی صادقی و شاهرخ استخری                           |
| اخلاق:         | علی اوجی                                           | علی اوجی                                           | علی اوجی                                           | علی اوجی                                           | علی اوجی                                           | علی اوجی                                           |
| زامبی‌ها:       | یوسف تیموری، رضا شفیعی‌جم، عین‌الله دریایی و رضا کرد | یوسف تیموری، رضا شفیعی‌جم، عین‌الله دریایی و رضا کرد | یوسف تیموری، رضا شفیعی‌جم، عین‌الله دریایی و رضا کرد | یوسف تیموری، رضا شفیعی‌جم، عین‌الله دریایی و رضا کرد | یوسف تیموری، رضا شفیعی‌جم، عین‌الله دریایی و رضا کرد | یوسف تیموری، رضا شفیعی‌جم، عین‌الله دریایی و رضا کرد |
| مهمانان ویژه:  | مندی (بدل اندی)                                    | مندی (بدل اندی)                                    | مندی (بدل اندی)                                    | مندی (بدل اندی)                                    | مندی (بدل اندی)                                    | مندی (بدل اندی)                                    |

#### گروه چهارم
| شرکت‌کنندگان    | قسمت اول                                               | قسمت دوم                                               | قسمت سوم                                               | قسمت چهارم                                             | قسمت پنجم                                              | قسمت ششم                                               |
| -------------- | ------------------------------------------------------ | ------------------------------------------------------ | ------------------------------------------------------ | ------------------------------------------------------ | ------------------------------------------------------ | ------------------------------------------------------ |
| مریم سعادت     | —                                                      | —                                                      | کارت زرد                                               | —                                                      | کارت قرمز                                              | حذف شده                                                |
| سحر ولدبیگی    | —                                                      | —                                                      | کارت زرد                                               | —                                                      | —                                                      | کارت قرمز                                              |
| بهنوش بختیاری  | —                                                      | —                                                      | —                                                      | کارت زرد                                               | کارت قرمز                                              | حذف شده                                                |
| مهسا طهماسبی   | —                                                      | کارت زرد                                               | —                                                      | —                                                      | —                                                      | برنده شد                                               |
| حدیث میرامینی  | —                                                      | —                                                      | کارت زرد                                               | —                                                      | —                                                      | کارت قرمز                                              |
| گلوریا هاردی   | —                                                      | —                                                      | —                                                      | کارت زرد                                               | —                                                      | کارت قرمز                                              |
| فاطمه هاشمی    | —                                                      | کارت زرد                                               | کارت قرمز                                              | حذف شده                                                | حذف شده                                                | حذف شده                                                |
| نعیمه نظام‌دوست | —                                                      | —                                                      | کارت زرد                                               | کارت قرمز                                              | حذف شده                                                | حذف شده                                                |
| جوکر:          | نعیمه نظام‌دوست                                         | نعیمه نظام‌دوست                                         | نعیمه نظام‌دوست                                         | نعیمه نظام‌دوست                                         | نعیمه نظام‌دوست                                         | نعیمه نظام‌دوست                                         |
| خوش خنده:      | فاطمه هاشمی                                            | فاطمه هاشمی                                            | فاطمه هاشمی                                            | فاطمه هاشمی                                            | فاطمه هاشمی                                            | فاطمه هاشمی                                            |
| اخلاق:         | مریم سعادت و گلوریا هاردی                              | مریم سعادت و گلوریا هاردی                              | مریم سعادت و گلوریا هاردی                              | مریم سعادت و گلوریا هاردی                              | مریم سعادت و گلوریا هاردی                              | مریم سعادت و گلوریا هاردی                              |
| زامبی‌ها:       | غلامرضا نیکخواه، سیروس میمنت، عین‌الله دریایی و رضا کرد | غلامرضا نیکخواه، سیروس میمنت، عین‌الله دریایی و رضا کرد | غلامرضا نیکخواه، سیروس میمنت، عین‌الله دریایی و رضا کرد | غلامرضا نیکخواه، سیروس میمنت، عین‌الله دریایی و رضا کرد | غلامرضا نیکخواه، سیروس میمنت، عین‌الله دریایی و رضا کرد | غلامرضا نیکخواه، سیروس میمنت، عین‌الله دریایی و رضا کرد |
| مهمانان ویژه:  | محسن حاجیلو                                            | محسن حاجیلو                                            | محسن حاجیلو                                            | محسن حاجیلو                                            | محسن حاجیلو                                            | محسن حاجیلو                                            |

#### گروه پنجم (فینال اول)
| شرکت‌کنندگان    | قسمت اول                                               | قسمت دوم                                               | قسمت سوم                                               | قسمت چهارم                                             | قسمت پنجم                                              | قسمت ششم                                               |  |
| -------------- | ------------------------------------------------------ | ------------------------------------------------------ | ------------------------------------------------------ | ------------------------------------------------------ | ------------------------------------------------------ | ------------------------------------------------------ |  |
| حمید لولایی    |                                                        |                                                        |                                                        |                                                        |                                                        |                                                        |  |
| نصرالله رادش   | کارت زرد                                               | —                                                      | —                                                      | کارت‌ قرمز                                              | حذف شده                                                | حذف شده                                                |  |
| رضا شفیعی جم   | —                                                      | کارت زرد                                               | —                                                      | کارت‌ قرمز                                              | حذف شده                                                | حذف شده                                                |  |
| شهرام قائدی    | —                                                      | —                                                      | کارت زرد                                               | —                                                      | کارت‌ قرمز                                              | حذف شده                                                |  |
| علی صادقی      | کارت زرد                                               | —                                                      | —                                                      | —                                                      | کارت‌ قرمز                                              | حذف شده                                                |  |
| قدرت‌الله ایزدی | کارت زرد                                               | —                                                      | —                                                      | —                                                      | —                                                      | برنده شد                                               |  |
| علی اوجی       | —                                                      | کارت زرد                                               | —                                                      | —                                                      | —                                                      | کارت‌ قرمز                                              |  |
| نیما شعبان‌نژاد | —                                                      | کارت زرد                                               | —                                                      | —                                                      | —                                                      | برنده شد                                               |  |
| جوکر:          | نیما شعبان‌نژاد                                         | نیما شعبان‌نژاد                                         | نیما شعبان‌نژاد                                         | نیما شعبان‌نژاد                                         | نیما شعبان‌نژاد                                         | نیما شعبان‌نژاد                                         |  |
| خوش خنده:      | حمید لولایی                                            | حمید لولایی                                            | حمید لولایی                                            | حمید لولایی                                            | حمید لولایی                                            | حمید لولایی                                            |  |
| اخلاق:         | نصرالله رادش                                           | نصرالله رادش                                           | نصرالله رادش                                           | نصرالله رادش                                           | نصرالله رادش                                           | نصرالله رادش                                           |  |
| زامبی‌ها:       | غلامرضا نیکخواه، سیروس میمنت، عین‌الله دریایی و رضا کرد | غلامرضا نیکخواه، سیروس میمنت، عین‌الله دریایی و رضا کرد | غلامرضا نیکخواه، سیروس میمنت، عین‌الله دریایی و رضا کرد | غلامرضا نیکخواه، سیروس میمنت، عین‌الله دریایی و رضا کرد | غلامرضا نیکخواه، سیروس میمنت، عین‌الله دریایی و رضا کرد | غلامرضا نیکخواه، سیروس میمنت، عین‌الله دریایی و رضا کرد |  |
| مهمانان ویژه:  | وحید آقاپور                                            | وحید آقاپور                                            | وحید آقاپور                                            | وحید آقاپور                                            | وحید آقاپور                                            | وحید آقاپور                                            |  |

## برندگان
| فصل   | گروه   | برندگان جوکر                       |
| ----- | ------ | ---------------------------------- |
| جوکر۱ | گروه ۱ | هومن حاجی‌عبداللهی و سهیل مستجابیان |
| جوکر۱ | گروه ۲ | هومن برق‌نورد و شهرام قائدی         |
| جوکر۱ | گروه ۳ | علیرضا استادی                      |
| جوکر۱ | گروه ۴ | یوسف صیادی                         |
| جوکر۱ | گروه ۵ | سیروس میمنت                        |
| جوکر۱ | گروه ۶ | محمدرضا علیمردانی                  |
| جوکر۱ | گروه ۷ | امین حیایی                         |
| جوکر۲ | گروه ۱ | نصرالله رادش                       |
| جوکر۲ | گروه ۲ | ناهید مسلمی                        |
| جوکر۲ | گروه ۳ | قدرت‌الله ایزدی                     |
| جوکر۲ | گروه ۴ | مهسا طهماسبی                       |
| جوکر۲ | گروه ۵ | قدرت الله ایزدی و نیما شعبان نژاد  |
| جوکر۲ | گروه ۶ | گیتی قاسمی                         |
| جوکر۲ | گروه ۷ | امین زندگانی و الیکا عبدالرزاقی    |